# Spengelomenia bathybia
Spengelomenia bathybia is een Solenogastressoort uit de familie van de Amphimeniidae. De wetenschappelijke naam van de soort is voor het eerst geldig gepubliceerd in 1912 door Heath.